# Kenta: Guldkorn 1979-81
Kenta: Guldkorn 1979-81 är ett samlingsalbum från år 2000 av Kenta Gustafsson.

## Låtlista
1. Just idag är jag stark
2. Sitter i ett duggregn
3. Jag vill aldrig, aldrig dö
4. Ett ödsligt rum
5. Somna min vän
6. Var finns alla polarna
7. Utan att fråga
8. Vi behöver hjälp
9. Det är mitt liv det gäller
10. Stockholm
11. Puben
12. Bajen
13. Morgon
14. Esplanadsystemet
15. Vid dagens slut